# Asphondylia rutae
Asphondylia rutae är en tvåvingeart som beskrevs av Jean-Jacques Kieffer 1909. Asphondylia rutae ingår i släktet Asphondylia och familjen gallmyggor.
Artens utbredningsområde är Italien. Inga underarter finns listade i Catalogue of Life.